# Eilandsraadverkiezingen Aruba 1983
Op 29 april 1983 vonden in Aruba verkiezingen plaats voor de eilandsraad van Aruba. Ten behoeve van de 42.755 kiesgerechtigden was het aantal stemlokalen uitgebreid van 43 naar 48. De indiening van de kandidatenlijsten vond plaats op 1 maart. In de voorverkiezing van 2 tot 10 maart konden de lijsten ondersteund worden door handtekeningen van kiezers, waarbij alle lijsten, ook die van nieuwkomers, 353 handtekeningen moesten krijgen. 
De stembusgang vond plaats in een gespannen sfeer en niet zonder incidenten. Op 24 april werd op Betico Croes, politiek leider van de MEP, geschoten op het Winstonveld in Santa Cruz; hij raakte ernstig gewond. Een schietpartij op verkiezingsdag tussen AVP- en MEP-aanhangers had tot gevolg de dood van een 15-jarige jongen.

## Deelnemende partijen
| Lijst | Partij | Lijsttrekker    |
| ----- | ------ | --------------- |
| 1     | PDA    | Lenny Berlinski |
| 2     | MEP    | Betico Croes    |
| 3     | PPA    | Benny Nisbet    |
| 4     | AVP    | Henny Eman      |

## Uitslag

### Stemmen en zetelverdeling
| Partij                    | Partij                         | 1979      | 1979   | 1979   | 1983      | 1983  | 1983   | verschil | verschil |
| Partij                    | Partij                         | # stemmen | %      | zetels | # stemmen | %     | zetels | %        | zetels   |
| ------------------------- | ------------------------------ | --------- | ------ | ------ | --------- | ----- | ------ | -------- | -------- |
|                           | Movimiento Electoral di Pueblo | 18.551    | 56,60  | 12     | 20.798    | 57,94 | 13     | +12,11   | +1       |
|                           | Arubaanse Volkspartij          | 6.063     | 18,50  | 4      | 8.102     | 22,57 | 5      | +33,63   | +1       |
|                           | Partido Patriotico Arubano     | 4.867     | 14,85  | 3      | 5.354     | 14,91 | 3      | +10,00   | 0        |
|                           | Partido Democratico Arubano    | -         | -      | -      | 1.644     | 4,58  | -      | +4,58    | -        |
|                           | overige partijen in 1979       | 3.294     | 10,05  | 2      | -         | -     | -      | -        | -2       |
|                           | Totaal                         | 32.775    | 100.00 | 21     | 35.898    | 100   | 21     |          | 0        |
| Bron:Statistical Yearbook |                                |           |        |        |           |       |        |          |          |

### Samenstelling eilandsraad
De zittingsperiode van de nieuwe Arubaanse eilandsraad ging in op 1 juli 1983. Voorzitter van de eilandsraad is de zittende gezaghebber, Pedro Bislip. In de eerste raadsvergadering werden tot gedeputeerde herkozen: Efraim de Kort, Felix Flanegien, Pedro (Charro) Kelly, Nelson Oduber, Daniel Leo en Remy Zaamdam. In oktober 1983 werden Kelly en Flanegien vervangen door Marco Bislip en Frank Croes.
| nr. | Eilandsraadsleden     | Partij | Opmerkingen                               |
| --- | --------------------- | ------ | ----------------------------------------- |
| 1   | dhr G.F. Croes        | MEP    | fractieleider                             |
| 2   | dhr. Marco Bislip     | MEP    | wnd. fractieleider tot oktober 1983       |
| 3   | dhr. N.O. Oduber      | MEP    |                                           |
| 4   | mvr. Grace Bareño     | MEP    | vanaf oktober 1983 wnd. fractieleider     |
| 5   | dhr. D.I. Leo         | MEP    |                                           |
| 6   | dhr. P.P. Kelly       | MEP    | v.a. oktober 1983 onafhankelijk raadslid  |
| 7   | dhr. Remy Zaandam     | MEP    |                                           |
| 8   | dhr. E.M. de Kort     | MEP    |                                           |
| 9   | dhr. F.B. Flanegien   | MEP    | v.a. oktober 1983 onafhankelijk raadslid  |
| 10  | dhr. Kaspar Boekhoudt | MEP    |                                           |
| 11  | dhr. Frank Croes      | MEP    |                                           |
| 12  | dhr. J. van der Kuyp  | MEP    |                                           |
| 13  | dhr. Hilario Angela   | MEP    |                                           |
| 14  | dhr. J.H.A. Eman      | AVP    | fractieleider                             |
| 15  | dhr. Adri de Palm     | AVP    | vanaf oktober 1983 onafhankelijk raadslid |
| 16  | dhr. J.F. Bareno      | AVP    |                                           |
| 17  | dhr. A.W. Engelbrecht | AVP    |                                           |
| 18  | dhr. Selwyn Spanner   | AVP    | v.a. augustus 1984 onafhankelijk raadslid |
| 19  | dhr. B.J.M. Nisbet    | PPA    | fractieleider                             |
| 20  | dhr. V. Jansen        | PPA    |                                           |
| 21  | dhr. Frank Williams   | PPA    |                                           |